# Iglesia de los Santos Reyes (Castellnovo)
La Iglesia de los Santos Reyes es el templo católico más importante de Castellnovo, en la comarca  valenciana del Alto Palancia. Fue construida entre los  siglos XVII y  XVIII. 
Está catalogada como Bien de Relevancia Local según consta en la Dirección General de Patrimonio de la Generalidad Valenciana, con el código identificativo 12.07.039-001.

## Historia
Se finaliza la construcción de la iglesia el 24 de septiembre de 1662 ( tal y como puede leerse en una inscripción situada en una de medio punto), debiéndose su nombre a la petición realizada por doña Beatriz de Borja para que se abriera al culto bajo la advocación de los Santos Reyes. La iglesia fue bendecida el 13 de febrero de 1780.

## Descripción
Se trata de un  edificio de planta de cruz latina, y tres naves, con capillas laterales,  dividida en cinco crujías por pilares o pilastras acanaladas de orden dóricoy crucero con pinturas murales de carácter popular datadas del siglo XVIII;  de 44 metros de largo por 27 metros de ancho, es de  estilo renacentista que presenta columnas adosadas de órdenes corintio y dórico. También presenta  medio claustro, capilla y dos esbeltas cúpulas, La del crucero y la de la capilla del sagrario.

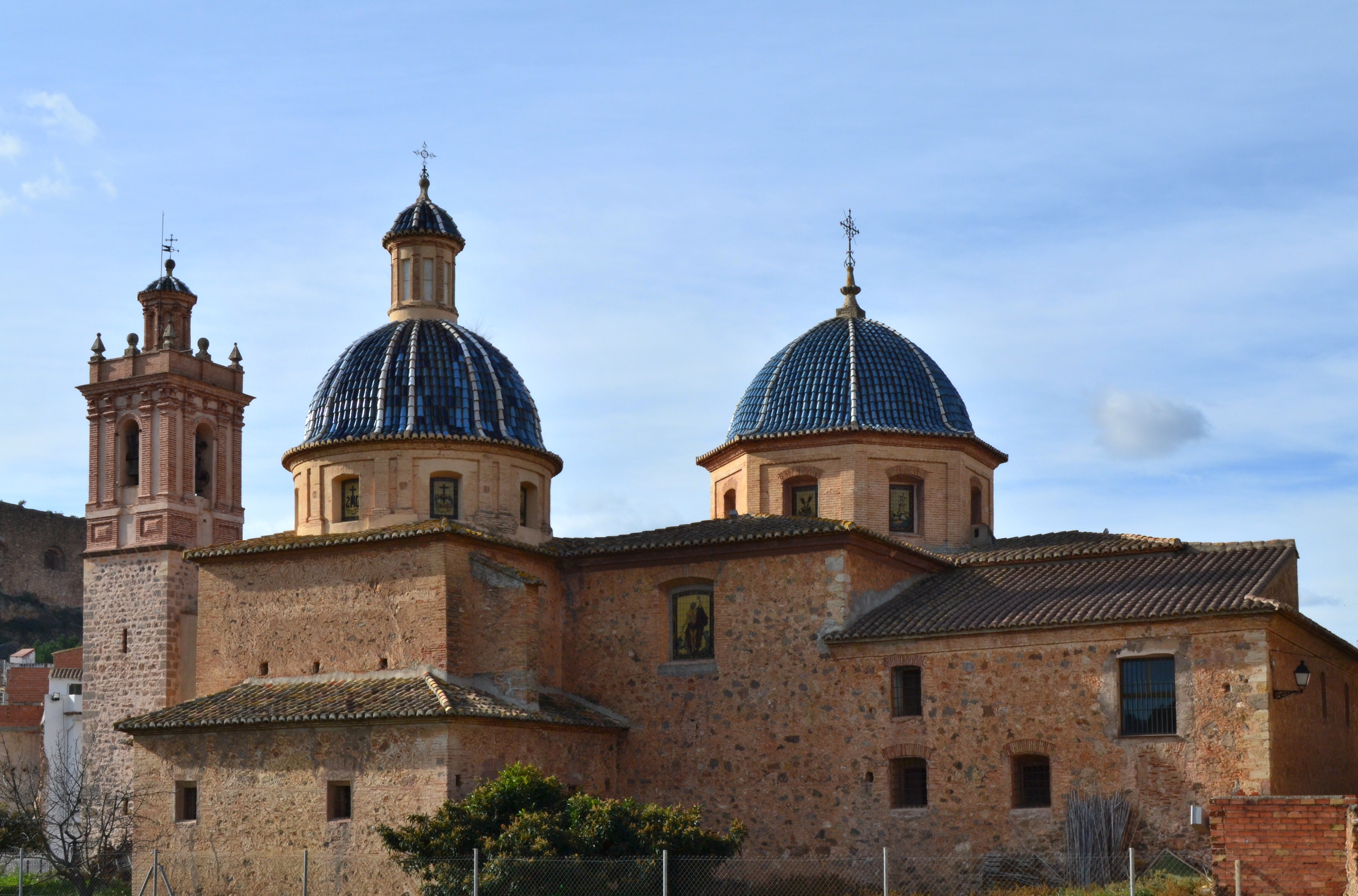
Vista general de la Iglesia.
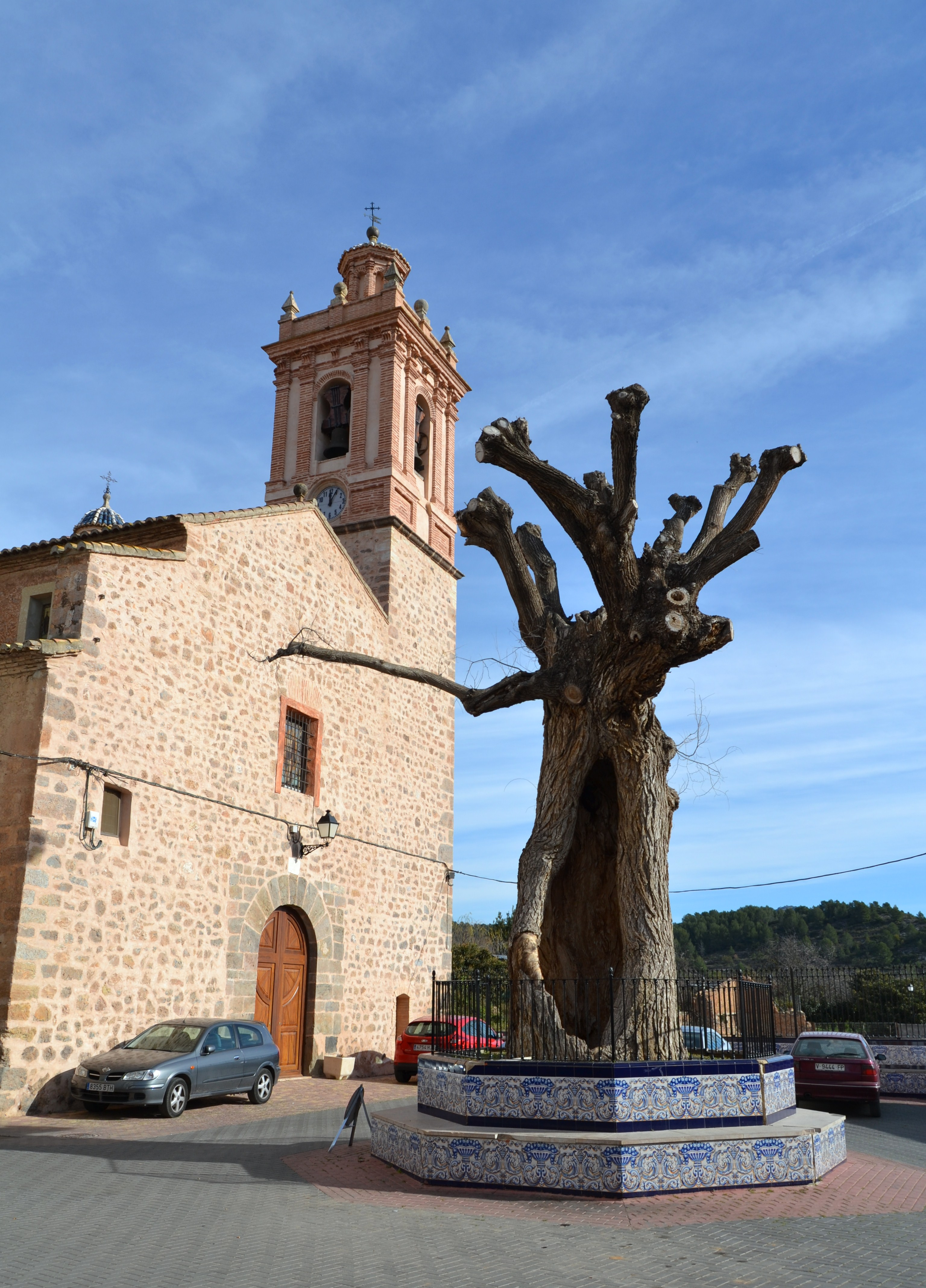
Fachada principal en la Plaza del Olmo.
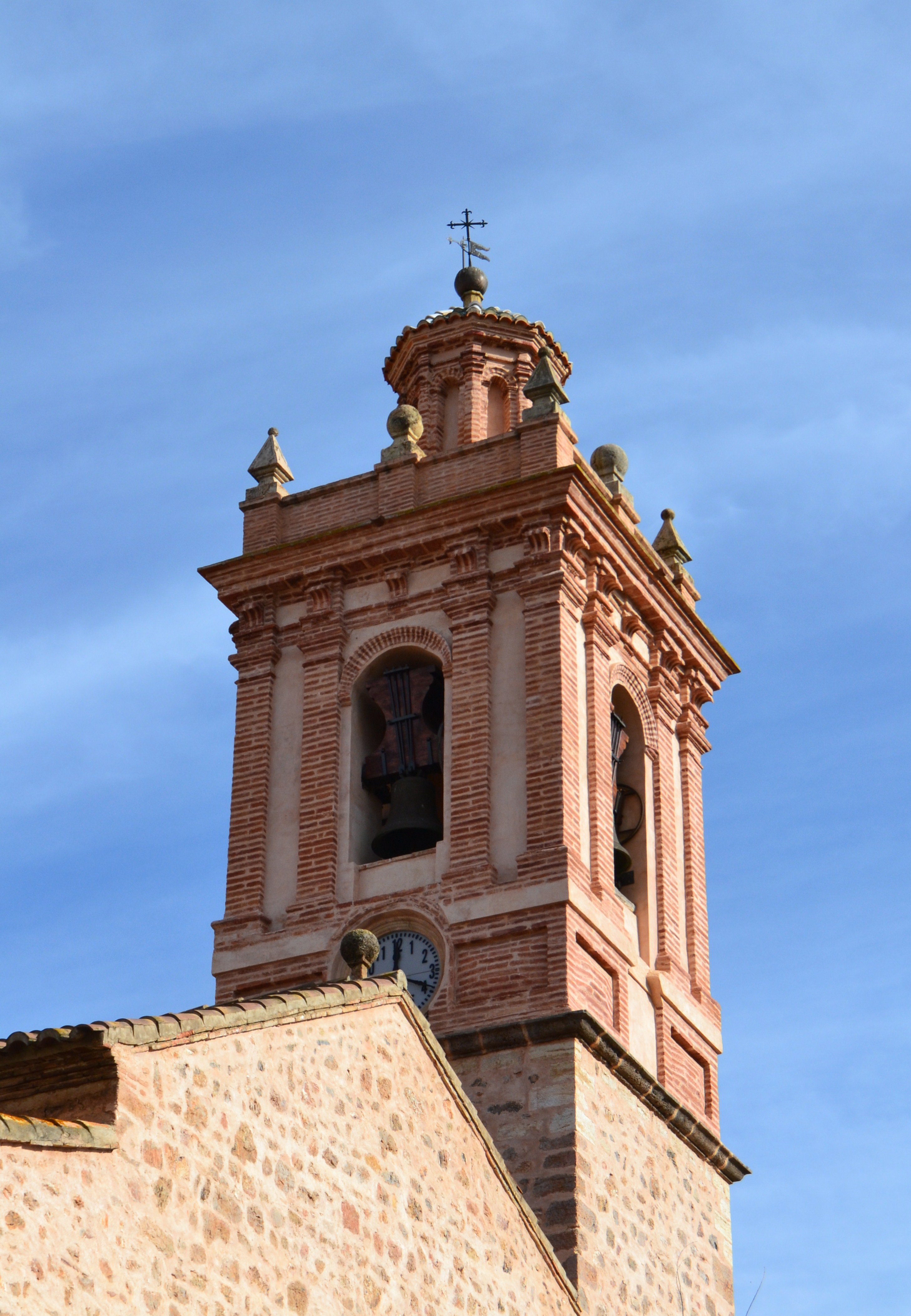
Detalle de la torre campanario.

También tiene una torre que forma parte de la fachada, en el lado de la epístola y presenta dos cuerpos con remate de cupulín, con remate de tejas cerámicas  verdes. El segundo cuerpo es fábrica de  ladrillo, y se encuentra cortado por molduras y presenta  ventanas semicirculares .Por su parte, en  el lado del evangelio  de la fachada, se abre una puerta adintelada y otra cegada de medio punto. La Iglesia tiene cúpula sobre tambor octogonal, con cubierta de tejas cerámicas azules y blancas sobre el crucero y la cubierta de la cúpula de la capilla del sagrario que tiene linterna, es  de tejas azules.
En su interior existen todavía pinturas murales del siglo XVII. Durante el siglo XVIII sufrió transformaciones en las que se añadió el crucero y la  cúpula. Se distingue la capilla de la Comunión, del siglo XVIII, con  elegantes proporciones y decorada con un  conjunto de pinturas murales. Conserva archivo parroquial desde 1833. 
También tiene coro alto, situado a los pies de la iglesia, dando lugar a un bajo coro de cañón, que tiene lunetos y  un frente rebajado. Por su parte la decoración se ciñe a las pilastras adosadas que presentan cuerpo arquitrabado  de tipo neoclásico. Por último, en el siglo XIXse realizan decoraciones pictóricas en las pechinas (los evangelistas) y en los tramos de la bóveda, excepto las dos centrales. Por su parte la cúpula está decorada interiormente con costillares y escayolas, presentando, como hemos dicho antes,  ventanas rectangulares en el tambor. Las  importantes tablas góticas que había en su interior desaparecieron con la guerra del 36.  Así, destacaban  las del retablo de Santa Águeda, que constituían uno de los conjuntos iconográficos más completos de la Santa y que databan de comienzos del siglo XV. Por su parte, de finales del mismo siglo eran los vestigios del retablo de San Ivo, que se consideraban cercanos al círculo del Maestro de Perea.
En los años 60 y 70, debido a los destrozos ocasionados por la  Guerra Civil, se hicieron algunas mejoras. Cinco altares, una capilla, la sacristía, el presbiterio y la pila bautismal forman parte de la iglesia. Destaca la capilla del Cristo de la Misericordia con su esbelta cúpula. Ha sido restaurada recientemente.
Se encuentra situada en la Plaza del Olmo, llamada así por el olmo que la preside, de grandes dimensiones, plantado con motivo de la constitución de Cádiz, en 1812.